# The Masterplan
The Masterplan è una compilation della band inglese Oasis, contenente i lati b tratti dai vari singoli che non erano mai stati pubblicati in un album.
Questa raccolta fu inizialmente pensata per essere pubblicata solo in alcuni paesi come Stati Uniti e Giappone, dove i brani del gruppo erano disponibili solo su costosi singoli provenienti dall'Europa. Alla fine fu commercializzata in tutto il mondo nel tardo 1998. The Masterplan raggiunse la posizione numero 2 nella Official Singles Chart, dove vinse il disco di platino, mentre negli Stati Uniti arrivò alla numero 51, riuscendo a vendere circa 2 milioni di copie in tutto il mondo. Quattro canzoni di quest'album sono presenti anche nella raccolta Stop the Clocks (2006), primo greatest hits del gruppo.
Fu l'ultimo disco degli Oasis a essere pubblicato dall'etichetta Creation Records.

## Disco
Durante l'esibizione acustica per MTV Sonic del 17 novembre 1997 a Milano, Noel Gallagher aveva dichiarato che dopo Be Here Now sarebbe passato molto tempo prima che la gente avrebbe ascoltato nuove canzoni degli Oasis. Tale nuovo album non smentisce, in effetti, tale dichiarazione, non presentando alcun inedito, ma unicamente 14 canzoni scelte tra i migliori lati b dei singoli pubblicati dall'esordio discografico della band fino a quel momento o quasi, dato che i brani cronologicamente più remoti sono Fade Away, Listen Up e la cover di I Am the Walrus dei Beatles, originariamente inclusi in Cigarettes & Alcohol, che già era il quarto singolo del gruppo.

## Riedizioni
Nel settembre 2023 viene annunciata la ristampa di The Masterplan per il successivo 3 novembre, in occasione del venticinquennale dell'uscita del disco. La nuova uscita è in edizione limitata in formato CD, musicassetta color crema e doppio vinile in edizione limitate (in colore argento, marmo verde e nero, nero). I nuovi formati presentano inoltre un audio rimasterizzato, tratto dalle ristampe di Chasing the Sun.

## Tracce
1. Acquiesce (da Some Might Say) - 4:24
2. Underneath The Sky (da Don't Look Back in Anger) - 3:21
3. Talk Tonight (da Some Might Say) - 4:21
4. Going Nowhere (da Stand By Me) - 4:39
5. Fade Away (da Cigarettes & Alcohol) - 4:13
6. The Swamp Song (da Wonderwall) - 4:19
7. I Am The Walrus (live) (da Cigarettes & Alcohol) - 6:25
8. Listen Up (da Cigarettes & Alcohol) - 6:21
9. Rockin' Chair (da Roll With It) - 4:35
10. Half the World Away (da Whatever) - 4:21
11. (It's Good) To Be Free (da Whatever) - 4:18
12. Stay Young (da D'You Know What I Mean?) - 5:05
13. Headshrinker (da Some Might Say) - 4:38
14. The Masterplan (da Wonderwall) - 5:22

## Formazione
- Liam Gallagher - voce (tracce 1, 2, 5, 7, 8, 9, 11, 12, 13), tamburello
- Noel Gallagher - chitarra solista, acustica, voce (tracce 1, 3, 4, 10, 14), basso (tracce 4, 6, 14), batteria (traccia 10)
- Paul Arthurs - chitarra ritmica, chitarra acustica, tastiera (tracce 2, 3, 8, 9, 10, 11, 14), fisarmonica (traccia 11)
- Paul McGuigan - basso
- Alan White (tracce 2, 4, 6, 9, 12 e 14) e Tony McCarroll (tracce 1, 3, 5, 7, 8, 10, 11 e 13) - batteria e percussioni

### Altri musicisti
- Mike Rowe - tastiere (tracce 4, 12)
- Paul Weller - armonica (traccia 6), chitarra solista (traccia 6)
- Owen Morris - basso (traccia 10)

## Classifiche
| Classifica (1998) | Posizione massima |
| ----------------- | ----------------- |
| Australia         | 36                |
| Canada            | 11                |
| Finlandia         | 32                |
| Francia           | 20                |
| Germania          | 33                |
| Giappone          | 5                 |
| Irlanda           | 3                 |
| Italia            | 16                |
| Norvegia          | 18                |
| Paesi Bassi       | 55                |
| Regno Unito       | 2                 |
| Spagna            | 34                |
| Stati Uniti       | 51                |
| Svezia            | 20                |
| Svizzera          | 40                |